# Joseph Renzulli

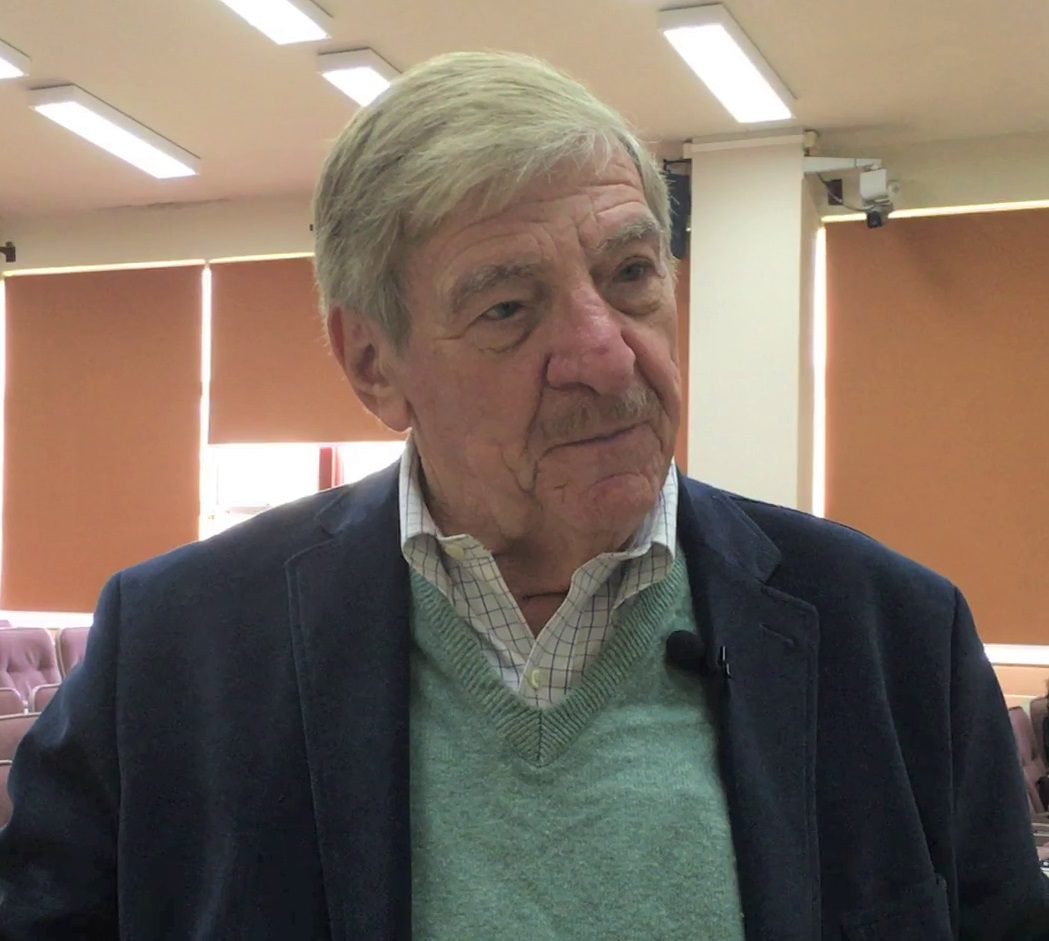
Joseph Renzulli, 2018

Joseph Renzulli (* 28. August 1936 in Norwalk (Connecticut)) ist ein amerikanischer Bildungswissenschaftler und Professor an der University of Connecticut mit dem Schwerpunkt Begabungsforschung.

## Werdegang
Geboren am 28. August 1936 in Norwalk, Connecticut, zeigte Joseph Renzulli schon früh Interesse an Bildung und psychologischen Fragestellungen. Er erwarb seinen Bachelor-Abschluss in Psychologie an der Rowan University in New Jersey und setzte seine akademische Laufbahn an der Rutgers University fort, wo er seinen Master-Abschluss in Psychologie machte. Seine Dissertation in Pädagogischer Psychologie schloss er an der University of Virginia ab.

## Begabungsforschung
Renzullis Verständnis von Hochbegabung zielt darauf ab, die Bedeutung traditioneller Intelligenztests neu zu bewerten. Er schlägt vor, mehrere Intelligenzformen zu berücksichtigen und eine Vielzahl von Fähigkeiten und Talenten zu würdigen. Er hebt hervor, dass Hochbegabte nicht nur herausragende Leistungen in schulischen Bereichen zeigen, sondern auch kreativ, motiviert und sozial kompetent sind.
Renzullis bekanntester Beitrag zur Begabungsforschung ist das triadische Modell der Begabung, das er gemeinsam mit seinem Kollegen Sally M. Reis entwickelte. Das Modell umfasst drei Komponenten: intellektuelle Begabung, kreatives Denken und soziale Kompetenz. Renzulli betont, dass Begabung nicht nur auf intellektuelle Fähigkeiten beschränkt ist, sondern auch kreative Prozesse und soziale Fähigkeiten umfasst. Ein weiteres bedeutendes Konzept, das mit Renzulli verbunden ist, ist das Enrichment-Triade-Modell. Dieser Ansatz fördert eine umfassende Bildung, die auf den drei Säulen des Typs I (allgemeine Schulbildung), Typs II (begabungsspezifische Förderung) und Typs III (selbstgesteuerte Exploration) basiert. Renzulli betont die Bedeutung einer individualisierten und anregenden Lernumgebung, um das volle Potenzial jeder Schülerin und jedes Schülers zu entfalten.

## Das Drehtür-Modell
Das Drehtürmodell, auch als Teil von „Renzulli's Schoolwide Enrichment Model“ (SEM) bekannt, zielt darauf ab, Schülerinnen und Schüler durch gezielte Maßnahmen und Anreicherungen (Enrichments) in ihrer Lernumgebung zu fördern. Es wurde als Alternative zur traditionellen Begabtenförderung entwickelt, die oft auf einem selektiven Prozess basiert. Das Drehtür-Modell betont die Universalität von Begabung und Talent. Es geht davon aus, dass alle Schülerinnen und Schüler Begabungen und Interessen haben, die entdeckt und entwickelt werden können. Im Gegensatz zur selektiven Begabtenförderung betont das Drehtür-Modell eine differenzierte Förderung für alle Schülerinnen und Schüler. Es sollen dabei im Unterricht Möglichkeiten geschaffen werden, um unterschiedlichen Bedürfnissen und Interessen gerecht zu werden.
Renzullis Drehtür-Modell unterscheidet drei Haupttypen der Anreicherung:
- Typ I: Allgemeine Anreicherung – Anreicherung innerhalb des regulären Unterrichts für alle Schülerinnen und Schüler.
- Typ II: Gruppenanreicherung – Förderung von begabten Schülergruppen in spezifischen Interessens- oder Fachgebieten.
- Typ III: Individuelle Anreicherung – Maßnahmen, die individuell auf die Bedürfnisse und Interessen einzelner Schülerinnen und Schüler abgestimmt sind.

Selbstbestimmtes Lernen: Das Modell fördert die Selbstbestimmung der Schülerinnen und Schüler in ihrem Lernprozess. Es ermutigt sie, ihre eigenen Interessen zu verfolgen und ihre Lernziele mitzugestalten.
Die Schulen, die das Drehtür-Modell anwenden, integrieren eine Vielzahl von Anreicherungsmaßnahmen in den regulären Lehrplan. Dazu gehören beispielsweise themenbezogene Projekte, Praktika, Expertenbesuche, Wettbewerbe, Mentoring-Programme und vieles mehr. Der Fokus liegt darauf, die Lernerfahrungen der Schülerinnen und Schüler zu vertiefen und ihre individuellen Potenziale zu entfalten.
Renzullis Drehtür-Modell hat sich als effektive Alternative zur herkömmlichen Begabtenförderung erwiesen und findet weltweit Anwendung. Es betont die Bedeutung einer breit angelegten und differenzierten Bildung, um allen Schülerinnen und Schülern die Möglichkeit zu geben, ihre Fähigkeiten und Interessen voll zu entfalten.

## Publikationen (Auswahl)
- The Enrichment Triad Model: A Guide for Developing Defensible Programs for the Gifted and Talented, 1977, Mansfield Center
- Educating for Total Person Development: A New Dimension in Cognitive Education, 1982, Mansfield Center
- Systems and Models for Developing Programs for the Gifted and Talented, 1986, Mansfield Center
- Sternberg and Grigorenko's Triarchic Model of Intelligence: Applications and Interventions, 1997, Washington
- The Schoolwide Enrichment Model: A Comprehensive Plan for Educational Excellence", 1998, Mansfield Center
- The Three-Ring Conception of Giftedness: A Developmental Model for Promoting Creative Productivity", 2000, Waco
- Reexamining Sibling Rivalry: Teaching Your Kids to Get Along", 2003, Washington
- Enrichment Clusters: A Practical Plan for Real-World, Student-Driven Learning", 2004, Waco
- The Nature of Giftedness and Talent: A 21st Century Perspective", 2010, Waco
- Gifted and Talented Children with Special Educational Needs: Double Exceptionality", 2014, Abingdon